# Richfield (Pennsylvania)
Richfield è un census-designated place (CDP) degli Stati Uniti d'America, situato nello stato della Pennsylvania, diviso tra la contea di Juniata e la contea di Snyder.